# Oscarverleihung 2007
Übersicht aller ausgezeichneten Filme

◄◄ | ◄ | 2003 | 2004 | 2005 | 2006 | Oscarverleihung 2007 | 2008 | 2009 | 2010 | 2011 | ► | ►►

Weitere Ereignisse

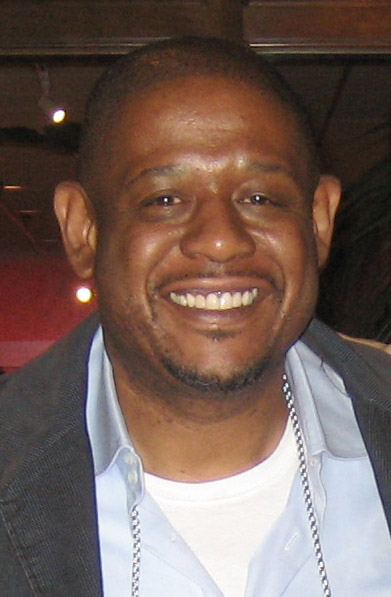
Ausgezeichnet als Bester Hauptdarsteller: Forest Whitaker für Der letzte König von Schottland

Die Oscarverleihung 2007 fand am 25. Februar 2007 im Kodak Theatre in Los Angeles statt. Es waren die 79th Annual Academy Awards. Im Jahr der Oscar-Verleihung werden immer Filme ausgezeichnet, die im vergangenen Jahr angelaufen sind, in diesem Fall also die Filme des Jahres 2006.
| Film                                           | N | A |
| ---------------------------------------------- | - | - |
| Dreamgirls                                     | 8 | 2 |
| Babel                                          | 7 | 1 |
| Die Queen                                      | 6 | 1 |
| Blood Diamond                                  | 5 | 0 |
| Departed – Unter Feinden                       | 5 | 4 |
| Pans Labyrinth                                 | 5 | 3 |
| Letters from Iwo Jima                          | 4 | 1 |
| Little Miss Sunshine                           | 4 | 2 |
| Pirates of the Caribbean – Fluch der Karibik 2 | 4 | 1 |
| Tagebuch eines Skandals                        | 4 | 0 |
| Apocalypto                                     | 3 | 0 |
| Children of Men                                | 3 | 0 |
| Little Children                                | 3 | 0 |
| Cars                                           | 2 | 0 |
| Flags of Our Fathers                           | 2 | 0 |
| Flug 93                                        | 2 | 0 |
| Prestige – Die Meister der Magie               | 2 | 0 |
| Der Teufel trägt Prada                         | 2 | 0 |
| Eine unbequeme Wahrheit                        | 2 | 2 |

## Zusammenfassung
Als bester Film des Jahres konnte sich Martin Scorseses Gangsterfilm Departed – Unter Feinden durchsetzen. Die Produktion von Warner Bros., ein amerikanisches Remake des Hongkonger Films Infernal Affairs, avancierte mit vier Trophäen zum erfolgreichsten Film und gewann zudem die Preise in den Kategorien Regie, adaptiertes Drehbuch und Schnitt. Knapp dahinter mit drei Auszeichnungen folgt Guillermo del Toros Fantasyfilm Pans Labyrinth. Auf je zwei Auszeichnungen kamen Bill Condons Musical-Verfilmung Dreamgirls, der Dokumentarfilm Eine unbequeme Wahrheit und die Independent-Komödie Little Miss Sunshine. Als bester fremdsprachiger Film konnte sich der deutsche Beitrag Das Leben der Anderen von Florian Henckel von Donnersmarck durchsetzen und untermauerte mit dem zweiten Oscar in dieser Kategorie für eine deutsche Produktion innerhalb von fünf Jahren die internationale Bedeutung des deutschen Films. Der mitfavorisierte Film Babel von Alejandro González Iñárritu blieb hinter den Erwartungen zurück. Die moderne Parabel auf dem biblischen Turmbau, die im Vorfeld mit dem Golden Globe Award für das beste Filmdrama ausgezeichnet worden war, erhielt nur den Preis für die beste Filmmusik.
Als beste Darsteller setzten sich die favorisierte Britin Helen Mirren (beste Hauptdarstellerin für ihr Porträt der Königin Elisabeth II. in Die Queen) sowie die Amerikaner Forest Whitaker (bester Hauptdarsteller für den Part des Idi Amin in Der letzte König von Schottland – In den Fängen der Macht) und Jennifer Hudson (beste Nebendarstellerin für Dreamgirls) durch. Alle drei Mimen waren im Vorfeld mit dem Golden Globe Award und zahlreichen weiteren Preisen geehrt worden. In der Kategorie 'Bester Nebendarsteller' verlor der favorisierte Eddie Murphy (Dreamgirls) den Academy Award an Alan Arkin (Little Miss Sunshine). Der Ire Peter O’Toole – das achte Mal nominiert – konnte nach einem Ehrenoscar 2003 wieder keinen regulären Darstellerpreis erringen.
Bereits vor der Verleihung standen als Preisträger der italienische Komponist Ennio Morricone, die frühere Schauspielerin und Filmproduzentin Sherry Lansing sowie der Software-Entwickler Ray Feeney fest. Morricone hat im Laufe seiner 45-jährigen Karriere für mehr als 300 Filme die Filmmusiken komponiert. Bisher war Morricone fünf Mal für einen Oscar nominiert gewesen: In der Glut des Südens (1978), The Mission (1986), The Untouchables – Die Unbestechlichen (1987), Bugsy (1991) und Der Zauber von Malèna (2000).
Lansing wird vor allem für ihr langjähriges Engagement in ihrer Funktion als Präsidentin der Paramount Filmstudios im Kampf gegen Krebs geehrt. Sie wird mit dem Jean Hersholt Humanitarian Award ausgezeichnet.
Feeney, fünffacher Oscar-Gewinner für wissenschaftliche und technische Entwicklungen, wird mit dem Gordon E. Sawyer Award für seine bahnbrechenden Entwicklungen im Bereich der digitalen visuellen Effekte ausgezeichnet.

## Moderation

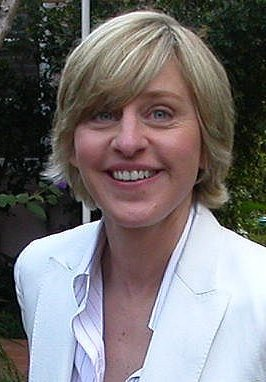
Ellen DeGeneres

Wie schon in den vorherigen Jahren gab es erneut einen Wechsel bei der Moderation. Nachdem in den Vorjahren Chris Rock (2005) und Jon Stewart (2006) durch die Verleihung geführt hatten, führte 2007 US-Komikerin und Schauspielerin Ellen DeGeneres durch den Abend. Sie war nach Whoopi Goldberg erst die zweite Frau, die die Verleihung moderierte.

### Zitat
„Dies ist die internationalste Oscarverleihung jemals. Ich glaube, ein paar Amerikaner habe ich trotzdem gesehen. Ich spreche von den Platzfüllern. […] Haltet eure Reden bitte kurz! Nicht dass wir keine Zeit für lange Reden hätten, wir haben nur keine für langweilige Reden. Wenn ihr also nichts Interessantes zu erzählen habt, denkt euch etwas aus! Sagt, dass ihr aus der Bronx kommt oder dass ihr in einem Auto aufgewachsen seid, die Leute lieben das. […] Peter O’Toole ist heute zum achten Mal nominiert. Wie sagt man so schön: ‚Aller guten Dinge sind drei!‘ […] Ich habe herausgefunden, es gibt keinen Weg zu erraten wer gewinnen wird. Jennifer Hudson war bei American Idol, Amerika hat sie nicht gewählt und heute ist sie für den Oscar nominiert. Und Al Gore – Amerika hat ihn gewählt und … sehr kompliziert […] So viele verschiedene Menschen sind heute hier. Ich mutmaße mal: Ohne Juden, Schwarze und Schwule würde es keine Oscarverleihung geben. Oder niemanden der ‚Oscar‘ heißt!“

## Live-Auftritte
Während der Verleihung fanden Live-Aufführungen aller fünf nominierten Filmsongs statt. Dabei wurden die drei nominierten Songs aus Dreamgirls in einem gemeinsamen Block präsentiert, auch die anderen beiden Stücke wurden direkt hintereinander präsentiert.
- Beyoncé – Listen aus Dreamgirls
- Jennifer Hudson – Love You I Do aus Dreamgirls
- Keith Robinson, Anika Noni Rose und Cast – Patience aus Dreamgirls
- Melissa Etheridge – I Need to Wake Up aus Eine unbequeme Wahrheit
- Randy Newman, James Taylor – Our Town aus Cars

## Übertragung und Quoten
In Deutschland wurde die Verleihung vom Münchner Sender ProSieben live übertragen. Bis zu 0,5 Mio. Bundesbürger verfolgten durchschnittlich ab 3 Uhr die Show. 20 % der Zielgruppe (20- bis 49-Jährige), die zu dieser Zeit vor den Fernsehern saß, schaltete zu ProSieben.
In Amerika übertrug der Sender ABC die Verleihung mit einem sensationellen Marktanteil von 35 %. Etwa 39,48 Mio. Menschen verfolgten in den USA die Gala.

## Auszeichnungen
Die Oscarverleihung 2007 wurde bei den Emmys 2007 achtmal nominiert. In den Kategorien Künstlerische Leitung in einer Varieté- oder Musiksendung und Schnitt für ein Spezial konnte sich die 79. Verleihung der Oscars gegen ihre Konkurrenten durchsetzen. Bei den Directors Guild of America Awards 2008 wurden die Oscars zudem für die beste Regie einer musikalischen Varietésendung nominiert.

## Gewinner und Nominierte

### Bester Film

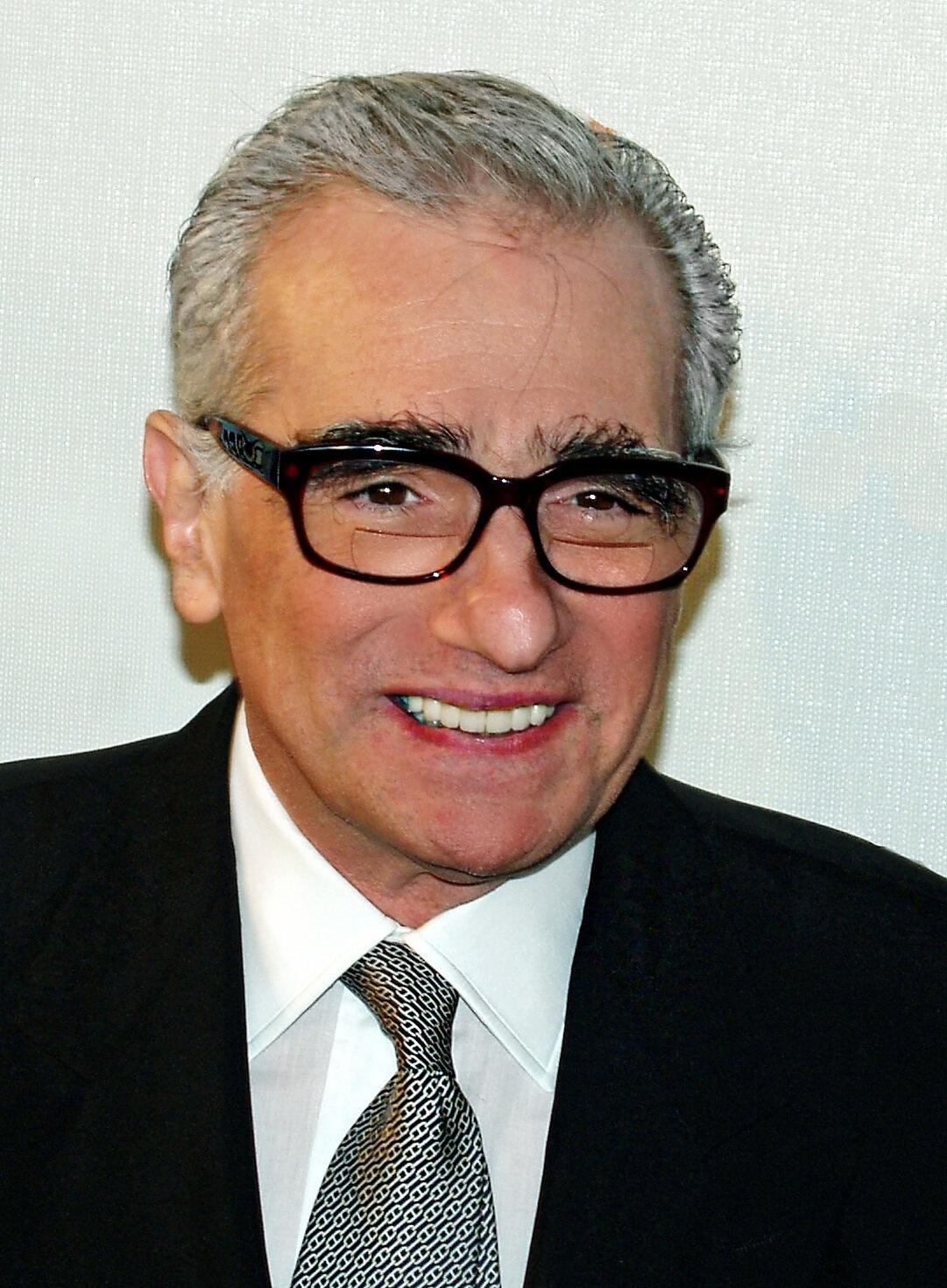
Ausgezeichnet als Bester Regisseur: Martin Scorsese für Departed – Unter Feinden

Präsentiert von Diane Keaton und Jack Nicholson
Departed – Unter Feinden (The Departed) – Graham King
Babel – Steve Golin, Jon Kilik, Alejandro González Iñárritu
Letters from Iwo Jima – Clint Eastwood, Robert Lorenz, Steven Spielberg
Little Miss Sunshine – David T. Friendly, Peter Saraf, Marc Turtletaub
Die Queen (The Queen) – Andy Harries, Christine Langan, Tracey Seaward

### Beste Regie
Präsentiert von Francis Ford Coppola, George Lucas und Steven Spielberg
Martin Scorsese – Departed – Unter Feinden (The Departed)
Clint Eastwood – Letters from Iwo Jima
Stephen Frears – Die Queen (The Queen)
Paul Greengrass – Flug 93 (United 93)
Alejandro González Iñárritu – Babel

### Bester Hauptdarsteller
Präsentiert von Reese Witherspoon
Forest Whitaker – Der letzte König von Schottland – In den Fängen der Macht (The Last King of Scotland)
Leonardo DiCaprio – Blood Diamond
Ryan Gosling – Half Nelson
Peter O’Toole – Venus
Will Smith – Das Streben nach Glück (The Pursuit of Happiness)

### Beste Hauptdarstellerin
Präsentiert von Philip Seymour Hoffman
Helen Mirren – Die Queen (The Queen)
Penélope Cruz – Volver – Zurückkehren (Volver)
Judi Dench – Tagebuch eines Skandals (Notes on a Scandal)
Meryl Streep – Der Teufel trägt Prada (The Devil Wears Prada)
Kate Winslet – Little Children

### Bester Nebendarsteller
Präsentiert von Rachel Weisz
Alan Arkin – Little Miss Sunshine
Jackie Earle Haley – Little Children
Djimon Hounsou – Blood Diamond
Eddie Murphy – Dreamgirls
Mark Wahlberg – Departed – Unter Feinden (The Departed)

### Beste Nebendarstellerin

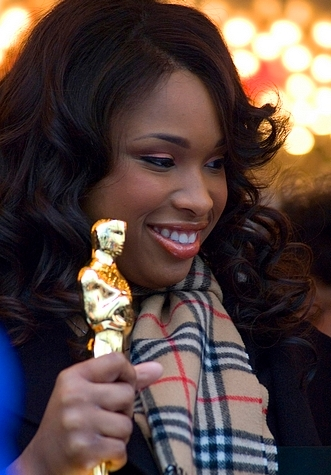
Ausgezeichnet als Beste Nebendarstellerin: Jennifer Hudson für Dreamgirls

Präsentiert von George Clooney
Jennifer Hudson – Dreamgirls
Adriana Barraza – Babel
Cate Blanchett – Tagebuch eines Skandals (Notes on a Scandal)
Abigail Breslin – Little Miss Sunshine
Rinko Kikuchi – Babel

### Bestes Originaldrehbuch
Präsentiert von Kirsten Dunst und Tobey Maguire
Michael Arndt – Little Miss Sunshine
Guillermo Arriaga – Babel
Guillermo del Toro – Pans Labyrinth (El Laberinto del Fauno)
Paul Haggis, Iris Yamashita – Letters from Iwo Jima
Peter Morgan – Die Queen (The Queen)

### Bestes adaptiertes Drehbuch

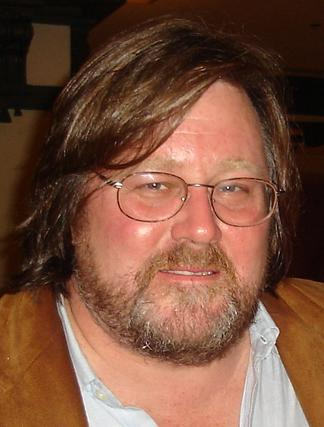
Ausgezeichnet als Bester Drehbuchautor: William Monahan für Departed – Unter Feinden

Präsentiert von Tom Hanks und Helen Mirren
William Monahan – Departed – Unter Feinden (The Departed)
David Arata, Alfonso Cuarón, Mark Fergus, Hawk Ostby, Timothy J. Sexton – Children of Men
Sacha Baron Cohen, Peter Baynham, Anthony Hines, Dan Mazer, Todd Phillips – Borat
Todd Field, Tom Perrotta – Little Children
Patrick Marber – Tagebuch eines Skandals (Notes on a Scandal)

### Beste Kamera
Präsentiert von Gwyneth Paltrow
Guillermo Navarro – Pans Labyrinth (El Laberinto del Fauno)
Emmanuel Lubezki – Children of Men
Wally Pfister – Prestige – Die Meister der Magie (The Prestige)
Dick Pope – The Illusionist
Vilmos Zsigmond – The Black Dahlia

### Bestes Szenenbild
Präsentiert von Daniel Craig und Nicole Kidman
Eugenio Caballero, Pilar Revuelta – Pans Labyrinth (El Laberinto del Fauno)
Cheryl Carasik, Rick Heinrichs – Pirates of the Caribbean – Fluch der Karibik 2 (Pirates of the Caribbean: Dead Man’s Chest)
Nathan Crowley, Julie Ochipinti – Prestige – Die Meister der Magie (The Prestige)
Nancy Haigh, John Myhre – Dreamgirls
Jeannine C. Oppewall, Gretchen Rau, Leslie E. Rollins – Der gute Hirte (The Good Shepherd)

### Bestes Kostümdesign
Präsentiert von Emily Blunt und Anne Hathaway
Milena Canonero – Marie Antoinette
Consolata Boyle – Die Queen (The Queen)
Sharen Davis – Dreamgirls
Patricia Field – Der Teufel trägt Prada (The Devil Wears Prada)
Chung Man Yee – Der Fluch der goldenen Blume (Man cheng jin dai huang jin jia)

### Bestes Make-up
Präsentiert von Jack Black, Will Ferrell und John C. Reilly
David Martí, Montse Ribé – Pans Labyrinth (El Laberinto del Fauno)
Bill Corso, Kazuhiro Tsuji – Klick (Click)
Aldo Signoretti, Vittorio Sodano – Apocalypto

### Beste Filmmusik
Präsentiert von Penélope Cruz und Hugh Jackman
Gustavo Santaolalla – Babel
Alexandre Desplat – Die Queen (The Queen)
Philip Glass – Tagebuch eines Skandals (Notes on a Scandal)
Javier Navarrete – Pans Labyrinth (El Laberinto del Fauno)
Thomas Newman – The Good German – In den Ruinen von Berlin (The Good German)

### Bester Song
Präsentiert von Queen Latifah und John Travolta
„I Need to Wake Up“ aus Eine unbequeme Wahrheit (An Inconvenient Truth) – Melissa Etheridge
„Listen“ aus Dreamgirls – Scott Cutler, Henry Krieger, Anne Preven
„Love You I Do“ aus Dreamgirls – Siedah Garrett, Henry Krieger
„Our Town“ aus Cars – Randy Newman
„Patience“ aus Dreamgirls – Henry Krieger, Willie Reale

### Bester Schnitt
Präsentiert von Kate Winslet
Thelma Schoonmaker – Departed – Unter Feinden (The Departed)
Douglas Crise, Stephen Mirrione – Babel
Alfonso Cuarón, Alex Rodríguez – Children of Men
Clare Douglas, Richard Pearson, Christopher Rouse – Flug 93 (United 93)
Steven Rosenblum – Blood Diamond

### Beste Tonmischung
Präsentiert von Jessica Biel und James McAvoy
Bob Beemer, Willie D. Burton, Michael Minkler – Dreamgirls
Anna Behlmer, Andy Nelson, Ivan Sharrock – Blood Diamond
Christopher Boyes, Paul Massey, Lee Orloff – Pirates of the Caribbean – Fluch der Karibik 2 (Pirates of the Caribbean: Dead Man’s Chest)
Fernando Cámara, Kevin O’Connell, Greg P. Russell – Apocalypto
David E. Campbell, Walt Martin, John T. Reitz, Gregg Rudloff – Flags of Our Fathers

### Bester Tonschnitt
Präsentiert von Steve Carell und Greg Kinnear
Bub Asman, Alan Robert Murray – Letters from Iwo Jima
Kami Asgar, Sean McCormack – Apocalypto
Bub Asman, Alan Robert Murray – Flags of Our Fathers
Lon Bender – Blood Diamond
Christopher Boyes, George Watters II – Pirates of the Caribbean – Fluch der Karibik 2 (Pirates of the Caribbean: Dead Man’s Chest)

### Beste visuelle Effekte
Präsentiert von Robert Downey Jr. und Naomi Watts
Charles Gibson, Allen Hall, Hal T. Hickel, John Knoll – Pirates of the Caribbean – Fluch der Karibik 2 (Pirates of the Caribbean: Dead Man’s Chest)
Neil Corbould, Richard R. Hoover, Mark Stetson, Jon Thum – Superman Returns
John Frazier, Chas Jarrett, Kim Libreri, Boyd Shermis – Poseidon

### Bester Animationsfilm
Präsentiert von Cameron Diaz
Happy Feet – George Miller
Cars – John Lasseter
Monster House – Gil Kenan

### Bester animierter Kurzfilm
Präsentiert von Abigail Breslin und Jaden Smith
The Danish Poet – Eine Liebesgeschichte (The Danish Poet) – Torill Kove
Keine Zeit für Nüsse (No Time for Nuts) – Chris Renaud, Mike Thurmeier
Lifted – Gary Rydstrom
Das Mädchen mit den Schwefelhölzern (The Little Matchgirl) – Roger Allers, Don Hahn
Maestro – Géza M. Tóth

### Bester Kurzfilm
Präsentiert von Abigail Breslin und Jaden Smith
West Bank Story – Ari Sandel
Binta and the Great Idea (Binta y La Gran Idea) – Javier Fesser, Luis Manso
Éramos pocos – Borja Cobeaga
Helmer & Søn – Kim Magnusson, Søren Pilmark
The Saviour – Stuart Parkyn, Peter Templeman

### Bester Dokumentarfilm
Präsentiert von Jerry Seinfeld
Eine unbequeme Wahrheit (An Inconvenient Truth) – Davis Guggenheim
Erlöse uns von dem Bösen (Deliver Us from Evil) – Amy Berg, Frank Donner
Irak – Mein fremdes Land (My Country, My Country) – Jocelyn Glatzer, Laura Poitras
Iraq in Fragments – James Longley, John Sinno
Jesus Camp – Heidi Ewing, Rachel Grady

### Bester Dokumentar-Kurzfilm
Präsentiert von Gael García Bernal und Eva Green
The Blood of Yingzhou District – Thomas Lennon, Ruby Yang
Recycled Life – Mike Glad, Leslie Iwerks
Rehearsing a Dream – Karen Goodman, Kirk Simon
Two Hands – The Leon Fleisher Story – Susan Rose Behr, Nathaniel Kahn

### Bester fremdsprachiger Film
Präsentiert von Cate Blanchett und Clive Owen.
Das Leben der Anderen, Deutschland – Florian Henckel von Donnersmarck
Nach der Hochzeit (Efter brylluppet), Dänemark – Susanne Bier
Pans Labyrinth (El Laberinto del Fauno), Mexiko – Guillermo del Toro
Tage des Ruhms (Indigènes), Algerien – Rachid Bouchareb
Water, Kanada – Deepa Mehta
Für die 79. Oscarverleihung wurden insgesamt 83 Länder dazu eingeladen, einen Kandidaten für eine Oscar-Nominierung einzusenden. Aserbaidschan und Kirgisistan lud man erstmals ein. 61 Länder nahmen diese Chance wahr und sandten einen Kandidaten ein, womit man den im Vorjahr aufgestellten Rekord von 58 Einsendungen brach. Aus diesen Beiträgen traf ein Komitee eine Vorauswahl von insgesamt neun Filmen, die für eine mögliche Nominierung in Betracht gezogen werden konnten. Aus diesen neun Filmen erhielten fünf Filme eine Nominierung. Die vier Filme, die in die Vorauswahl kamen, aber nicht nominiert wurden, waren:
- Black Book (Zwartboek) von Paul Verhoeven (Niederlande)
- Ein perfekter Platz (Fauteuils d’orchestre) von Danièle Thompson, (Frankreich)
- Volver – Zurückkehren (Volver) von Pedro Almodóvar (Spanien)
- Vitus von Fredi M. Murer (Schweiz)

## Ehren-Oscars

### Honorary Award
Der Ehrenoscar wurde präsentiert von Clint Eastwood und an
- Ennio Morricone

Vor der Vergabe des Ehrenoscars sang Céline Dion den Titel I knew I loved you basierend auf der Musik zu dem Film Es war einmal in Amerika, die von Morricone komponiert wurde.

### Jean Hersholt Humanitarian Award
Der Jean Hersholt Humanitarian Award wurde präsentiert von Tom Cruise.
- Sherry Lansing

### Gordon E. Sawyer Award
Der Gordon E. Sawyer Award wurde präsentiert von Maggie Gyllenhaal.
- Ray Feeney